# Yerker Andersson
Yerker Andersson, de son vrai nom Jerker Johan Olof Andersson, né le 29 novembre 1929 à Vallentuna (Suède) et mort le 18 juillet 2016 à Frederick, Maryland, États-Unis en âge de 86 ans, est un militant sourd suédois au niveau mondial. Il est l'ancien président de la Fédération mondiale des sourds.

## Biographie
Yerker naît le 29 novembre 1929 d'un père directeur d'école et d'une mère enseignante. Son frère cadet et lui sont tous deux sourds. Ils étudient à l'école suédoise pour les sourds (Manillaskolan) de 1937 à 1945. En 1955, Yerker s'installe aux États-Unis pour étudier à l'Université Gallaudet ; en 1960, il obtient son baccalauréat en sociologie. En 1962, il devient citoyen américain, et change son prénom Jerker en Yerker. Il est élu vice-président de la Fédération mondiale des sourds en 1975 et en 1983, il est élu le 3e président de la Fédération mondiale des sourds en obtenu 42 voix sur 76 (34 voix pour Vasil Panev de la Bulgarie). En 1992, il est le premier président à s'adresser à l'assemble de l'Organisation des Nations unies. Il est le premier président d'honneur de la Fédération mondiale des sourds.
A la fin de sa vie, sa santé est dégradée et Yeker s'éteint le 18 juillet 2016 à Frederick, Maryland, États-Unis.

### Vie privée
Yerker est marié avec Anne Marie "Nancy" Andersson

## Vie politique
- Vice-président de la Fédération mondiale des sourds : 1975-1983
- Président de la Fédération mondiale des sourds : 1983-1995

## Distinctions et récompenses
- Prix Edward Miner Gallaudet Award par l'Université Gallaudet en 1986[10]